# TV Lux
TV Lux je slovenská katolická televize, která zahájila vysílání 4. května 2008. Její vysílání je od počátku dostupné přes internet, satelit Thor a kabelovou televizi Licenci pro satelitní vysílání vlastní od počátku března 2008. Projekt televize je dílem tří společníků: produkční studio Lux Communication, slovenská provincie Salesiánů Dona Bosca a Konference biskupů Slovenska.

## Historie
Televize Lux vznikla odštěpením Studia Lux od společného projektu česko-slovenské televize TV Noe/TV Lux, který byl založen v České republice a původně produkoval česko-slovenské vysílání (jehož slovenskou část produkovalo právě studio Lux). K rozštěpení a ukončení spolupráce vedl fakt, že TV Noe je orientována více ekumenicky a podle názoru KBS produkovala a vysílala i pořady, které byly v rozporu s katolickým učením. Také požadovala zaplacení odvysílání slovenských příspěvků. Slovenská strana tvrdí, že poté přišla před čistě vlastním projektem s návrhem, ať se televize formálně osamostatní a napevno si rozdělí vysílací čas na jednom kanále, ale česká strana prý tuto možnost odmítla. TV Lux též dříve spolupracovala se Slovenskou televizí, pro kterou produkovala např. Poltón či Lumen 2000.